# 基姆薩維爾基山
17°3′33″S 67°18′59″W / 17.05917°S 67.31639°W
基姆薩維爾基山（Kimsa Willk'i），是玻利維亞的山峰，位於該國西部拉巴斯省的因基西維省，處於維斯卡查尼山東南面，屬於安第斯山脈的一部分，海拔高度5,032米。